# Jun Matsumoto
Jun Matsumoto (jap. 松本潤 Matsumoto Jun; ur. 30 sierpnia 1983) – japoński aktor oraz członek zespołu Arashi.

## Filmografia
- Natsu no koi wa niji'iro ni kagayaku jako Kusunoki Taiga (Fuji TV, 2010)
- Smile jako Hayakawa Bito (TBS, 2009)
- Myu no Anyo Papa ni Ageru jako Yamaguchi Hayato (NTV, 2008)
- The Last Princess (2008)
- Hana Yori Dango -Final- (2008)
- Yellow Tear (2007)
- Boku wa imōto ni koi o suru (2007) jako Yori Yūki
- Bambino! jako Ban Shogo (NTV, 2007)
- Hana Yori Dango 2 jako Domyoji Tsukasa (TBS, 2007)
- Yonimo Kimyona Monogatari Imakiyo-san (Fuji TV, 2006)
- Hana Yori Dango jako Domyoji Tsukasa (TBS, 2005)
- Propose (NTV, 2005, ep1)
- Tokyo Tower jako "Koji" (2004)
- Pika*nchi Life is Hard Dakara Happy (2004) jako "Bon"
- Kimi wa Pet jako "Momo" Goda Takeshi (TBS, 2003)
- Yoiko no Mikata jako Sawada Shin (NTV, 2003, cameo)
- Pika*nchi Life is Hard Dakedo Happy (2002) jako "Bon"
- Gokusen jako Sawada Shin (NTV, 2002)
- Kindaichi shōnen no jikenbo 3 jako Kindaichi Hajime (NTV, 2001)
- Kowai Nichiyobi (NTV, 1999)
- Shinjuku Boy Detectives (1998)
- Bokura no Yuki jako Mori (NTV, 1997)